# Hettich (Familienname)
Hettich ist ein deutscher Familienname.

## Etymologie
Vermutlich wird der Familienname vom alten Rufnamen Hattich abgeleitet. Hattich ist die Kurzform eines Rufnamens, der mit dem althochdeutschen Namenwort harti (stark, kräftig) gebildet wurde.

## Verbreitung
Der typisch baden-württembergischer Name kommt am häufigsten im nordöstlichen Teil des Schwarzwald-Baar-Kreises vor, aber auch im Landkreis Emmendingen und im Kreis Rottweil.

## Namensträger
- Alexander Hettich (* 1988), deutscher Fußballspieler
- Amédée-Louis Hettich (1856–1937), französischer Dichter, Sänger, Journalist, Komponist und Hochschullehrer
- Daniel Hettich (* 1960), Schweizer Politiker (LDP)
- Ernest L. Hettich (1997–1973), US-amerikanischer Klassischer Philologe
- Eugen Hettich (1848–1888), deutscher Maler
- Georg Hettich (* 1978), deutscher Nordischer Kombinierer
- Gordian Hettich (1825–1900), deutscher Uhrenfabrikant und Unternehmer
- Janina Hettich-Walz (* 1996), deutsche Biathletin
- Karl Hettich (Unternehmer) (1837–1894), deutscher Unternehmer und Erfinder
- Karl Hettich (Politiker) (1901–1957), deutscher Politiker (SPD)
- Marie Schumann-Hettich (1841–1929), deutsche Pianistin und Klavierlehrerin, älteste Tochter von Robert Schumann und Clara Schumann.
- Robert Hettich (* 1964), deutscher Grafik-Designer und Maler
- Urban Hettich (* 1953), deutscher Nordischer Kombinierer
- Werner Hettich (1946–2021), deutscher Ringer